# Zhong (Chongqing)

Kreis Zhong

Zhong (chinesisch 忠县, Pinyin Zhōng Xiàn) ist ein chinesischer Kreis der regierungsunmittelbaren Stadt Chongqing. Er hat eine Fläche von 2.184 km². Bei Volkszählungen in den Jahren 2000 und 2010 wurden in Zhong 954.075 bzw. 751.424 Einwohner gezählt.
In Kreisgebiet befinden sich die Stätten Shibaozhai sowie Dingfang Que und Wuming Que, die seit 2001 auf der Liste der Denkmäler der Volksrepublik China stehen.